# Bedrijventerrein Laning
Bedrijventerrein Laning is een bedrijventerrein in het zuiden van het dorp Puttershoek in de Nederlandse provincie Zuid-Holland. Het terrein heeft een oppervlakte van 3,5 ha. Het bedrijventerrein raakt in het noord de Bomenbuurt, in het zuiden De Grienden, in het westen de Biezenbuurt en in het oosten de Molenbuurt.